# Mont Ayanganna
Le mont Ayanganna est un sommet qui culmine à 2 041 mètres d'altitude. Il est situé au Guyana.